# Wild Nephin Nationalpark
Wild Nephin Nationalpark (irsk: Néifinn Fhiáin) er en nationalpark i den nordvestlige del af County Mayo i Irland. Den omfatter en stor del af Nephin Beg-bjergene og en af de største arealer med naturtypen Terrændækkende mose i Europa i alt 150 kvadratkilometer. Det er et unikt habitat med en mangfoldig flora og fauna. Den blev etableret som Ballycroy National Park i 1998, derefter udvidet og omdøbt i 2018, med planer om rewilding af det fjerntliggende område. Parken er en kandidat til EU-habitatområde som en del af et sted kendt som Owenduff/Nephin Complex. Det er også et fuglebeskyttelsesområde og en del af Natura 2000-netværket.

## Historie
EU- habitatdirektivet (92/43/EEC), som blev omsat til irsk lov i 1997, opregner visse levesteder og arter, som den irske regering skulle udpege som habitatområder for at sikre deres beskyttelse. Disse levesteder omfatter de terrændækkende moseområder. Mosen ved Ballycroy er særlig vigtig i denne henseende, fordi den er et af de største eksempler på et uberørt mosehabitat der er tilbage i Vesteuropa. Ballycroy blev etableret som en nationalpark den 1. november 1998. Det forvaltes under State Property Act af 1954.
I 2017 blev 4.000 hektar nåleskov og bjerge føjet til de 11.000 hektarer af den tilstødende Ballycroy National Park. Området skal forvaltes af National Parks and Wildlife Service (NPWS) og er blevet identificeret som havende potentiale for rewilding. Området var oprindeligt en produktionsskov, bestående af fyrre- og granplantager, med skovningsveje overalt.

## Natur
Der er moser, klipper og flodhabitater i parken. De terrændækkende moser et af de største tørvearealer der er tilbage i Europa. Bevaring af mosen er derfor af international betydning på grund af de nicher, den giver for forskellige arter, såsom sjældne plantearter. Owenduff-floden er også et vigtigt fredet område, fordi det er den eneste flod i Vesteuropa, der stadig afvander et relativt intakt og omfattende mosesystem. Det er også en meget produktiv lakse- og havørredflod.
Owenduff-området er et vigtigt raste-, spise- og ynglested for en række trækfuglearter, som f.eks. blisgås, der er beskyttet af EU's fugledirektiv. Andre sjældne arter i parken omfatter sangsvanen, vandrefalken og engsnarren.
Ballycroy National Park er en del af Mayo Dark Sky Park, som er Irlands første internationale Dark Sky Park.
Et besøgscenter for parken åbnede i 2009. Den 700 kvadratmeter store bygning har udsigt over Atlanterhavet i landsbyen Ballycroy. Det er åbent dagligt i hele sommerens turistsæson.